# Розочка (фильм)
Розочка (пол. Różyczka) — польский фильм 2010 года режиссёра Яна Кидава-Блоньского.
Фильм участвовал в основном конкурсе 32-го Московского международного кинофестиваля.
Получил главную награду польского кинофестиваля в Гдыне.

## Сюжет
Действие фильма происходит во время политического кризиса 1968 года. Камилла Сакович (Магдалена Бочарская) работает машинисткой в университете и собирается выйти замуж за Романа Рожека (Роберт Венцкевич), работающего во внешней торговле.
Но Камилла знает о своем женихе далеко не все: на самом деле Рожек — капитан Службы безопасности. Начальство поручает Рожеку установить наблюдение за известным писателем и профессором литературы Адамом Варчевским (Анджей Северин). Рожек решает использовать для этого Камиллу и заставляет её сблизиться с Варчевским, который значительно старше и недавно расстался с женой.